# Leichtathletik-Weltmeisterschaften 2015/Teilnehmer (Armenien)
| Gelbes Symbol für Goldmedaillen mit stilisierten Olympischen Ringen | Graues Symbol für Silbermedaillen mit stilisierten Olympischen Ringen | Braundes Symbol für Bronzemedaillen mit stilisierten Olympischen Ringen |
| ------------------------------------------------------------------- | --------------------------------------------------------------------- | ----------------------------------------------------------------------- |
| —                                                                   | —                                                                     | —                                                                       |

Der Leichtathletikverband Armeniens nominierte eine Athletin für die Leichtathletik-Weltmeisterschaften 2015 in der chinesischen Hauptstadt Peking.

## Ergebnisse

### Frauen

#### Laufdisziplinen
| Athletin         | Disziplin | Vorlauf | Vorlauf | Halbfinale         | Halbfinale         | Finale             | Finale             |
| Athletin         | Disziplin | Zeit    | Platz   | Zeit               | Platz              | Zeit               | Platz              |
| ---------------- | --------- | ------- | ------- | ------------------ | ------------------ | ------------------ | ------------------ |
| Amalja Scharojan | 400 m     | 54,16 s | 40      | nicht qualifiziert | nicht qualifiziert | nicht qualifiziert | nicht qualifiziert |